# Amos Lavi

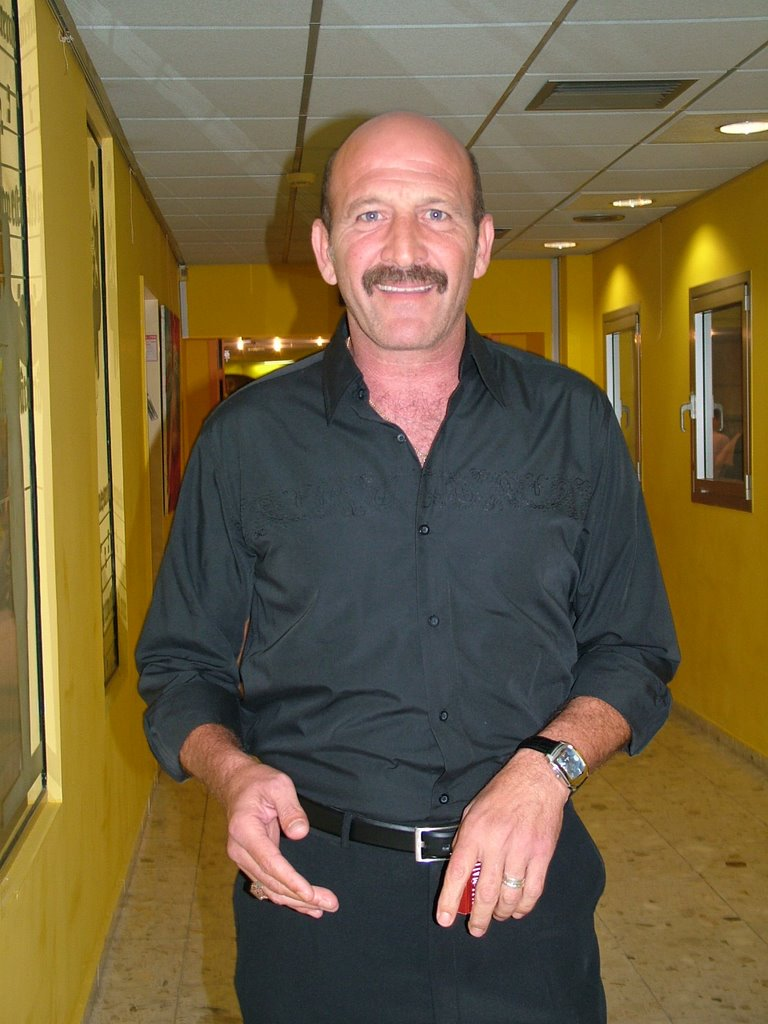

Amos Lavi (1953 - 9 de novembro de 2010) foi um ator de teatro e cinema israelense. Através de sua carreira Lavi atuou em dezenas de filmes, teatro e séries de TV.